# Витановац (Краљево)
Витановац је насељено место града Краљева у Рашком округу. Према попису из 2022. било је 1312 становника. До 1965. ово насеље је било седиште Општине Витановац коју су чинила насељена места: Чукојевац, Дрлупа, Гледић, Годачица, Лешево, Милаковац, Милавчићи, Печеног, Петропоље, Раваница, Сибница, Стубал, Шумарице, Витановац, Витковац и Закута. После укидања самосталне општине, територија бивше општине у целини улази у састав општине Краљево.
Село је 3. новембра 2010. рано ујутро погодио земљотрес.
Овде се налази ОШ „Милунка Савић“ Витановац.

## Демографија
У насељу Витановац живи 1330 пунолетних становника, а просечна старост становништва износи 41,7 година (40,3 код мушкараца и 43,0 код жена). У насељу има 514 домаћинстава, а просечан број чланова по домаћинству је 3,21.
Ово насеље је великим делом насељено Србима (према попису из 2002. године), а у последња три пописа, примећен је пад у броју становника.
|  |

| Демографија | Демографија | Демографија |
| Година      | Становника  | Становника  |
| ----------- | ----------- | ----------- |
| 1948.       | 1.777       |             |
| 1953.       | 1.748       |             |
| 1961.       | 1.765       |             |
| 1971.       | 1.872       |             |
| 1981.       | 1.881       |             |
| 1991.       | 1.829       | 1.734       |
| 2002.       | 1.649       | 1.836       |

| Етнички састав према попису из 2002.‍ | Етнички састав према попису из 2002.‍ | Етнички састав према попису из 2002.‍ | Етнички састав према попису из 2002.‍ | Етнички састав према попису из 2002.‍ |
| ------------------------------------ | ------------------------------------ | ------------------------------------ | ------------------------------------ | ------------------------------------ |
|                                      |                                      |                                      |                                      |                                      |
| Срби                                 | Срби                                 |                                      | 1.614                                | 97,87%                               |
| Црногорци                            | Црногорци                            |                                      | 9                                    | 0,54%                                |
| Румуни                               | Румуни                               |                                      | 2                                    | 0,12%                                |
| Руси                                 | Руси                                 |                                      | 1                                    | 0,06%                                |
| Југословени                          | Југословени                          |                                      | 1                                    | 0,06%                                |
| непознато                            | непознато                            |                                      | 18                                   | 1,09%                                |

| \| \| м \| \| \| ж \| \| ? \| 6 \| \| \| 7 \| \| 80+ \| 15 \| \| \| 26 \| \| 75—79 \| 18 \| \| \| 37 \| \| 70—74 \| 37 \| \| \| 62 \| \| 65—69 \| 65 \| \| \| 56 \| \| 60—64 \| 64 \| \| \| 61 \| \| 55—59 \| 40 \| \| \| 50 \| \| 50—54 \| 55 \| \| \| 57 \| \| 45—49 \| 69 \| \| \| 74 \| \| 40—44 \| 33 \| \| \| 45 \| \| 35—39 \| 52 \| \| \| 46 \| \| 30—34 \| 58 \| \| \| 47 \| \| 25—29 \| 47 \| \| \| 59 \| \| 20—24 \| 59 \| \| \| 39 \| \| 15—19 \| 48 \| \| \| 70 \| \| 10—14 \| 50 \| \| \| 35 \| \| 5—9 \| 45 \| \| \| 35 \| \| 0—4 \| 38 \| \| \| 44 \| \| Просек : \| 40,3 \| \| \| 43,0 \| |      |  |  |      |
| |      |  |  |      |
| | м    |  |  | ж    |
| ? | 6    |  |  | 7    |
| 80+ | 15   |  |  | 26   |
| 75—79 | 18   |  |  | 37   |
| 70—74 | 37   |  |  | 62   |
| 65—69 | 65   |  |  | 56   |
| 60—64 | 64   |  |  | 61   |
| 55—59 | 40   |  |  | 50   |
| 50—54 | 55   |  |  | 57   |
| 45—49 | 69   |  |  | 74   |
| 40—44 | 33   |  |  | 45   |
| 35—39 | 52   |  |  | 46   |
| 30—34 | 58   |  |  | 47   |
| 25—29 | 47   |  |  | 59   |
| 20—24 | 59   |  |  | 39   |
| 15—19 | 48   |  |  | 70   |
| 10—14 | 50   |  |  | 35   |
| 5—9 | 45   |  |  | 35   |
| 0—4 | 38   |  |  | 44   |
| Просек : | 40,3 |  |  | 43,0 |

| Година пописа     | 1948. | 1953. | 1961. | 1971. | 1981. | 1991. | 2002. |
| ----------------- | ----- | ----- | ----- | ----- | ----- | ----- | ----- |
| Број домаћинстава | 322   | 328   | 398   | 482   | 513   | 518   | 514   |

| Број чланова      | 1  | 2   | 3  | 4  | 5  | 6  | 7 | 8 | 9 | 10 и више | Просек |
| ----------------- | -- | --- | -- | -- | -- | -- | - | - | - | --------- | ------ |
| Број домаћинстава | 96 | 112 | 90 | 97 | 64 | 40 | 9 | 6 | 0 | 0         | 3,21   |

| Пол    | Укупно | Неожењен/Неудата | Ожењен/Удата | Удовац/Удовица | Разведен/Разведена | Непознато |
| ------ | ------ | ---------------- | ------------ | -------------- | ------------------ | --------- |
| Мушки  | 666    | 175              | 442          | 29             | 19                 | 1         |
| Женски | 736    | 114              | 452          | 150            | 20                 | 0         |
| УКУПНО | 1.402  | 289              | 894          | 179            | 39                 | 1         |

| Пол    | Укупно                    | Пољопривреда, лов и шумарство | Рибарство                            | Вађење руде и камена | Прерађивачка индустрија       |
| ------ | ------------------------- | ----------------------------- | ------------------------------------ | -------------------- | ----------------------------- |
| Мушки  | 315                       | 58                            | 0                                    | 0                    | 120                           |
| Женски | 152                       | 34                            | 0                                    | 0                    | 37                            |
| Укупно | 467                       | 92                            | 0                                    | 0                    | 157                           |
|        |                           |                               |                                      |                      |                               |
| Пол    | Производња и снабдевање   | Грађевинарство                | Трговина                             | Хотели и ресторани   | Саобраћај, складиштење и везе |
| Мушки  | 7                         | 11                            | 22                                   | 2                    | 36                            |
| Женски | 1                         | 3                             | 17                                   | 3                    | 3                             |
| Укупно | 8                         | 14                            | 39                                   | 5                    | 39                            |
|        |                           |                               |                                      |                      |                               |
| Пол    | Финансијско посредовање   | Некретнине                    | Државна управа и одбрана             | Образовање           | Здравствени и социјални рад   |
| Мушки  | 2                         | 2                             | 22                                   | 10                   | 13                            |
| Женски | 1                         | 3                             | 3                                    | 17                   | 27                            |
| Укупно | 3                         | 5                             | 25                                   | 27                   | 40                            |
|        |                           |                               |                                      |                      |                               |
| Пол    | Остале услужне активности | Приватна домаћинства          | Екстериторијалне организације и тела | Непознато            | Непознато                     |
| Мушки  | 9                         | 0                             | 0                                    | 1                    | 1                             |
| Женски | 3                         | 0                             | 0                                    | 0                    | 0                             |
| Укупно | 12                        | 0                             | 0                                    | 1                    | 1                             |

## Витановачка бања
Витановачка бања лоцирана је у Витановцу, у пространој алувијалној равни Слатине, десно од тока реке Груже. То је крајња југоисточна подгорина Котленика (В. врх 748 m), изнад које се диже његов гребен Камиџор.

### Геолошки састав
Терен на коме је лоцирана бања изграђен је од андезита, дацито-андезитских туфова, терцијарних и квартарних творевина.
По Ј.С. Томићу (1928) низ купастих брда, која се скоро правом линијом пружају од ушћа Груже у Западну Мораву до превоја Бумбаревог брда, представљао би поприште једне вулканске акције на Котленику. Магматити су представљени андезитима и дацитима. На сектору Витановца су брда Камиџор и Чемерница, изграђени од андезита. Ова стена заступљена је и у потоку Мујинцу. Дацити богати кварцом, у атару Витановца, јављају се у поточним долинама Беринца и Мујинца и у потесу Шумарице. Представљени су једноставним масама, које су делом покривене бречасто-конгломератичним материјалом, кроз који местимично избијају у облику жица. Вулканске творевине имају велику моћност, а у њима су потоци, врло често, дубоко усекли своја корита. Формирање овог вулканогеног комплекса вршено је у неколико фаза, почев од горњег олигоцена, а завршно са млађим неогеном.
Језерски седименти представљени су глиновитим песковима, ређе песковитим глинама, гвожђевитим песковима и шљунковима. Наведени седименти, карактеристични за терене који су били под слатким водама, таложени су, са малим прекидима, од првог медитерана до средњег плеистоцена. И код алувијалних наноса, слично као код терасних седимената, уочава се, у вертикалним профилима, да се у дну налазе шљункови преко којих леже супескови и суглине.